# Barevné vidění
Barevné vidění je schopnost organismu nebo přístroje rozlišit předměty na základě vlnové délky světla, které emitují nebo odrážejí. Vnímání barev zajišťují čípky.
V normálním lidském oku existují tři druhy čípků, lišící se barevnými pigmenty a citlivostí k vlnovým délkám, které určují jednotlivé barvy. Čípky lidí vnímají červenou, zelenou a modrou barvu, normální lidské vidění je tedy trichromatické. Výjimku mohou tvořit ženy (cca 12%) se čtyřmi čípky.

## Počet barev
Všichni živočichové nevnímají barvy stejně jako člověk. Většina savců má pouze dichromatické vidění, jako barvoslepí lidé. Trichromatické vidění bylo v případě savců považováno za výsadu primátů, nicméně objev trichromatického vidění u některých vačnatců, jako je vakomyš tlustoocasá (Sminthopsis crassicaudata) a possum medosavý (Tarsipes rostratus), ukazuje, že trichromatické vidění nemusí být pro primáty jedinečné. Zároveň ne všichni primáti vyvinuli trichromatické vidění jako mají úzkonosí. U některých nočních druhů primátů se rozvíjí vidění monochromatické (mirikiny). U denních ploskonosých se objevuje vidění trichromatické nebo dichromatické u různých jedinců v rámci jednoho druhu. Platí, že homozygotní samice a všichni samci mají vidění dichromatické, zatímco heterozygotní samice mají vidění trichromatické. Výjimku představují vřešťani, kteří rozvíjejí trichromatické vidění u všech jedinců. Je známým faktem, že pes je barvoslepý - ale ne úplně, vidí dobře červenou a žlutou barvu. Kůň nemá čípky citlivé na zelenou barvu. Naproti tomu ptáci, plazi a ryby mají obvykle tetrachromatické vidění[zdroj?], tedy čtyři druhy čípků. Rekordmanem je strašek, který svýma dělenýma očima rozeznává barvy v kombinacích z celkově 12 barevných kanálů spektra.
Člověk vnímá barvy jen v úzkém zorném poli a pro periferní vidění si barvy domýšlí. Vidění barvoslepých lidí je např. dichromatické (dva druhy čípků). Pro zjištění poruchy barevného vidění se používají pseudoizochromatické tabulky.

## Barvy
Člověk a ostatní primáti vnímají barvy od modré po červenou, tedy světlo s vlnovou délkou zhruba od 400 do 700 nanometrů. U ptáků je citlivost mírně posunuta k modrým barvám. Hlubinné ryby mají citlivost hlavně na modrou barvu, která proniká pod mořskou hladinu nejhlouběji. Motýli vidí ultrafialové světlo s vlnovou délkou kratší než 400 nanometrů, ale nevidí naopak červenou. Někteří hadi vidí široké spektrum barev od ultrafialové až po infračervenou (nad 700 nanometrů), navíc na vnímání tepla oběti mají někteří na hlavě i další specializovaný orgán, tedy už mimo oči.

## Specializace různých živočichů
Zraková ostrost dravců a kočkovitých šelem je mnohem větší než u člověka, často ovšem právě na úkor barvocitlivosti. Jsou ale živočichové, kteří vnímají jenom světlo a tmu, nebo jsou úplně slepí.